# Junkers K 39
Junkers K 39 – samolot wojskowy, zbudowany przez firmę Junkers. 

## Historia
Maszyna powstała w szwedzkich zakładach AB Flygindustri na bazie modelu Junkers A 32. Z powodu dużej konkurencji na rynku ze strony firm francuskich i angielskich nie znalazł nabywców i nie był produkowany seryjnie.